# 老爷庙乡
老爷庙乡，是中华人民共和国河南省安陽市滑县下辖的一个乡镇级行政单位。其位置位于河南省滑县东部地区，地处黄河故道。全辖区土地总面积79.55平方千米，所辖58个行政村，72个自然村，51386人。行政区划上， 老爷庙乡人民政府驻地为老爷庙集，老爷庙乡位于滑县东南45km，东邻桑村乡，南接高平镇，西邻万古镇，北接大寨乡、八里营乡，东南与长垣县佘家乡接壤。全乡东西长5.5km，南北长约12km，总面积约70km2 。

## 名称由来
老庙是老爷庙的简称，老爷庙因户固小寨13个村老祖师爷庙而得名。

## 区划沿革
宣统元年（1909年），属广教、广能两区辖。民国19年属六区，区政府驻地东中冉。1940年建立老爷庙区公所，仍称六区。1952年设老爷庙乡。1958年改称老庙人民公社。1983年复称老爷庙乡。

## 乡镇简介
老爷庙乡简称老庙乡，全境内均系黄河冲击平原，地势平坦，起伏较小。境内土壤属褐土化两合土。气候四季分明，属暖温带大陆性季风气候，冷暖干湿，季节分明，光热资源丰富，气温13.7℃/年，年降雨量634.3mm，年无霜期200天，全乡环境优良，20公里内无任何污染源，大气质量一直优于国家一类标准。

## 特色产业
老庙乡盛产小麦、玉米、棉花、花生、蔬菜等作物，林业资源丰富，植树达75万棵，可用木材储备达300万立方。该乡特产老庙牛肉是国家级地方名馐，自明朝末创始以来，其独特工艺流传至今。一百年来，素有“豫北之花，中华一绝”之称。现年产量1200吨。

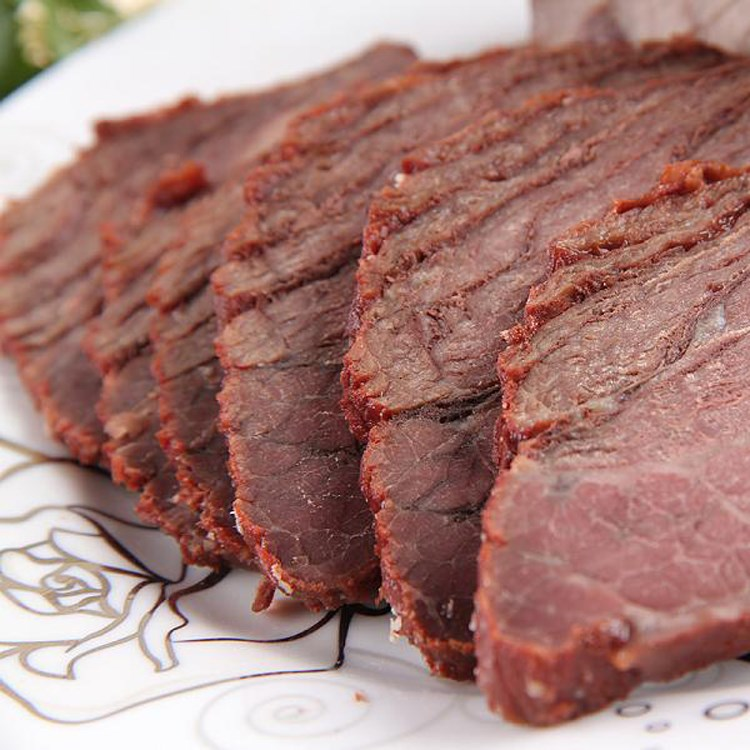
河南滑县老爷庙乡特产-老庙牛肉

老庙乡大力发展第三产业，现已形成以鑫源超市为首的大型购物场所，大大的方便了老庙乡居民的物质生活。老庙乡共有养殖基地5个，无公害蔬菜基地1个，鸡存栏59万只、猪存栏8.5万头、牛羊存栏6.7万头。无公害蔬菜年产量3.5万吨。
2014年老庙乡陈家营村成立食用菌生产基地，大大提升了经济发展。

## 经济社会
2010年全乡财政收入188万元，工业总产值完成3.4亿元，固定资产投资完成8250万元。非公经济总产值5.58亿元。农民人均纯收入达4705元。

## 社会事业
老庙乡硬件十分健全，本乡有3.5万KW变电站，电力充足，58个行政村农网改造已完成。该乡程控电话交换机扩容到万门容量。拥有中心医院一座，医疗条件较为优越。
老庙乡现有规模企业13家，主要以生产软装牛肉为主，另有闲置厂房和空院17座，其中以老庙牛肉总厂为最，占地面积22644平方米，建筑面积4800平方米。其余16余占地面积均不低于6500平方米。

## 交通
老庙乡交通便利，有着其他同类乡镇无法比拟的区位优势，西临国道106线、大广高速公路，长濮公路贯穿该乡南北，省道307横穿东西，省道308、307线在该乡冢头营村交汇。全乡实现村村通油路。

## 文化遗迹
名胜古迹有唐古寺遗址、仰韶文化三义寨遗址、龙山文化的新大章遗址和曹起营遗址。

## 行政区划
老爷庙乡下辖以下地区：
李大厅村、南新庄村、朱庄村、王伍寨村、西大章村、平上村、张户固村、刘庄村、南户固村、郝寨村、刘户固村、曹起营村、南庄村、西中冉村、郑张街村、马户固村、聂庄村、北徐村、南徐村、郑前街村、陈家营村、黄庄村、赵户固村、候小寨村、袁小寨村、后石光村、大大章村、玉东村、玉西村、中寨村、西李家村、半坡店村、位庄村、孔村、姬屯村、第六营村、岳营村、南塔邱村、北塔邱村、苏小寨村、韩小寨村、东大章村、桂庄村、郑常街村、左庄村、王户固村、郑后街村、南屯村、北小寨村、六合村、西塔邱村、东中冉村、前石光村、孙户固村、三义寨村、冢头营村、后营村和东庄村。

## 特产
老庙牛肉：中国地理标志产品。起源于明末清初，顺治皇帝的御厨将宫廷煮牛肉的秘方传授给了当地一个叫张广美的卤肉店。雍正三年，雍正皇帝食后，称“色、香、味”三绝，为“天下佳肴”，从此，“老庙牛肉”便成为清朝宫廷御用贡品。之后，因为战乱，老庙牛肉第八代传人逃难前将祖传的“百年老汤”藏在地窖，抗战结束后重操旧业。1988年后，老庙牛肉规模不断扩大至今。